# Via Aemilia
Via Aemilia (italijansko Via Emilia) je bila rimska cesta v severni italijanski planoti, ki je tekla od Ariminuma (Rimini) na jadranski obali, do Placentie (Piacenza) ob reki Pad. Dokončana je bila leta 187 pr. n. št. Via Aemilia se je v Riminiju navezala na Via Flaminia, ki je bila dokončana 33 let prej.

## Zgodovina
Dežela, danes znana kot severna Italija (Italia settentrionale), je bila v času Rimske republike (do 44 pr. n. št.) poznana kot Cisalpska Galija (Gallia Cisalpina) (dobesedno 'blizu Galije - tj. južno od Alp). To je zato, ker so jo naselila keltska plemena iz Galije, ki so območje kolonizirala v 5. in 4. stoletju pred našim štetjem. Italia' je pomenila območje, ki so ga naseljevala italska plemena: meja med Italio in Gallio Cisalpino je bila približno črta med Pisae (Pisa) in Ariminumom.
Gallia Cisalpina je vsebovala Pianura padana (planoto reke Pad). Ta velika država, daleč največja rodovitna ravnina na goratem polotoku, je vsebovala potencialno najboljša kmetijska zemljišča in nudila Rimljanom priložnost, da z množično kolonizacijo izjemno razširijo svoje prebivalstvo in gospodarske vire.
Rimljani so si v nizu vojaških akcij konec 3. stoletja pred našim štetjem podredili galsko Pianura Padana (Padska nižina). Leta 220 pred našim štetjem je bila dokončana Via Flaminia, ki je Rimljanom nudila lažji dostop do regije.
Vendar se je rimska ekspanzija z drugo punsko vojno zavlekla za približno dvajset let. V času invazije kartažanskega generala Hanibala na Italijo (218 do 203 pr. n. št.) je bil rimski vojaški nadzor nad Pianura Padano začasno premagan. Številna nedavno poražena plemena (kot so Insubri in Boji) so se uprla in združila moči s Hanibalom v upanju, da si povrnejo neodvisnost . Šele leta 189 pred našim štetjem so se uporniška plemena dovolj pomirila, da so lahko začeli dela na Via Aemilia.
Časovno preizkušena rimska metoda širitve je bila zgraditi povsem novo cesto naravnost skozi novo osvojeno ozemlje in nato ob njej vzpostaviti niz kolonij bodisi civilnih naseljencev bodisi vojaških veteranov. Naseljencem bi dodelili rodovitne parcele iz zemljišč, zaplenjenih pri poraženih domačih ljudstvih. To je bila natančna funkcija Via Aemilia: njeno obdobje gradnje je postalo tudi temelj rimskih kolonij po celotni dolžini:  Bononia (Bologna) (ustanovljena 189 pred našim štetjem), Mutina (Modena), Regium (Reggio Emilia) in Parma (vsa ustanovljena leta 183 pr. n. št.).
Via Aemilio je dokončal rimski konzul Mark Aemilij Lepid leta 187 pred našim štetjem in ga imenoval . Vodila je, v glavnem v ravni črti, 176 rimskih milj (260 km) SZ od Riminija do njenega konca pri Piacenzi in prečkala mesta Forlì, Faenza, Bologna, Modena, Reggio in Parma. Cesta je tekla po južnem robu ravnice Pianura Padana s pogledom na severna vznožja italijanskih Apeninskih gora, prečkala številne pritoke reke Pad, zlasti reko Rubikon v bližini Riminija - čeprav ni gotovo, da je ta reka enaka slavni reki Rubicon, ki ga je prestopil Julij Cezar leta 49 pred našim štetjem - in reko Trebbio blizu Piacenze, mesto prve od treh Hanibalovih velikih zmag nad Rimljani med njegovo invazijo na Italijo.
V stoletju po izgradnji Via Aemilie je Piacenza postala ključno rimsko vozlišče v Pianura Padani. Leta 148 pred našim štetjem je Via Postumia povezala Piacenzo z Akvilejo na severni obali Jadrana. Leta 109 pred našim štetjem je konzul Mark Aemilij Scaur dokončal Via Aemilia Scaura do Genove (Genua) in Pisae (Pisa).

## Ostanki
Pri Riminiju, izhodišču Via Aemilie, še vedno obstaja prvi most na cesti, masivna zgradba, ki prečka reko Marecchia, ki ga je začel graditi cesar Avgust in dokončal njegov naslednik Tiberij. Še vedno nosi svoje dvojne posvetilne napise. V Bologni so na dnu reke Reno našli miljnik 78. Zapisuje Avgustovo obnovo Aemilije, ki je bila leta 2 pr. n. št. od Riminija do reke Trebbie. Ostanke mostu čez Reno so našli v 1890-ih, sestavljen iz delov parapetov z vsake strani. Prvotno so bili narazen 11,5 m iz veronskega rdečega marmorja. Ugotovljeno je bilo, da se je reka dvignila vsaj 6 m, odkar se je ta most podrl v 9. stoletju .  Ruševine nekaterih drugih starodavnih rimskih mostov še vedno obstajajo. pri Savignano sul Rubicone je bil rimski most ohranjen, dokler ni bil porušen v drugi svetovni vojni. Sedanji most je rekonstrukcija.

## Zapuščina
Z gradnjo Via Aemilia se je začela intenzivna rimska kolonizacija Pianura Padana. Zaradi velikega kmetijskega potenciala te regije je kmalu postala najbolj naseljen in gospodarsko najpomembnejši del Italije, ki je zasenčil osrednjo Italijo, Rim in jug. Območje ostaja gospodarsko vidno v sodobni Italiji. V času drugega triumvirata (44 pr. n. št. do 30 pr. n. št.) je bila romanizacija te nekdanje keltske države tako dokončana, da je bila provinca Gallia Cisalpina ukinjena in njeno ozemlje vključeno v osrednjo provinco Italia.
Cesta je dobila ime po tistem delu Cisalpinske Galije, skozi katerega je tekla. To območje je bilo pred rimskim osvajanjem ozemlje galskih plemen Boji (ki so dali ime mestu Bologna) in Senoni. Že takrat, ko je cesar Avgust prevzel izključno oblast, so jo imenovali Aemilia. Ko je okrog leta 7 pred našim štetjem August pokrajino Italia razdelil na 11 regij (upravna okrožja), je to območje postalo osma regija . Ta je sprva imela uradno ime Padus, a so jo pozneje spremenili v Aemilia.
Zahodni del tega območja je še danes znan kot Emilia. Meje rimske regije VIII so približno ustrezale meji sodobne italijanske upravne regije Emilija – Romanja. Njeni prebivalci so danes znani kot Emiliani. Sodobna italijanska državna cesta 9 se še vedno uradno imenuje Via Emilia in po večini svoje dolžine sledi rimski poti. Dejansko sodobna cesta v mnogih delih leži neposredno nad rimsko cesto.

## Mostovi
Ob cesti so ostanki več rimskih mostov, med njimi Ponte di Tiberio, Ponte di Sant'Arcangelo di Romagna, Ponte San Vito, Ponte sul Reno in Ponte sul Rubicone.